# Dicrostonyx torquatus
Dicrostonyx torquatus es una especie de roedor de la familia Cricetidae. Es de reducido tamaño, mide de 7 a 15 cm y pesa entre 14 y 112 gramos. 
Son de hábitos gregarios, construyen madrigueras comunitarias equipadas con varios nidos y cámaras de reserva. En estas últimas almacenan los frutos, bayas y brotes que constituyen el alimento de la comunidad. Se reproduce de 2 a 3 veces al año y tiene entre 5 y 6 crías por camada. 
Al llegar el invierno su piel, totalmente impermeable, se torna blanca para mimetizarse con la nieve. 

## Distribución geográfica
Se encuentra sólo en Siberia, Rusia 